# الکسیا برین
الکسیا برین (انگلیسی: Alexia Bryn؛ ۲۴ مارس ۱۸۸۹ – ۱۹ ژوئیهٔ ۱۹۸۳) اسکیت‌باز نمایشی اهل نروژ بود.